# Danse Macabre (könyv)
A Danse Macabre Stephen King 1981-ben (magyarul ugyanezzel a címmel 2009-ben) megjelent, tíz fejezetből álló könyve a horror műfajáról és annak könyvekben és filmekben való megjelenéséről, megjelenítéséről.
A könyv feltárja azokat a műveket, amelyek nem csak Kingre és munkásságára voltak nagy hatással, de amelyek az egész huszadik századi horror-irodalom alapjait képezik. Kitér az archetípusokra, a fontos szerzőkre, az írás eszközeire, a terror pszichológiájára és a különböző műfajokra, megjelenési formákra.

## Magyarul
- Danse macabre; ford. Müller Bernadett, Totth Benedek; Európa, Bp., 2009